# Anjo (canção de Dalto)
"Anjo" é uma canção escrita por Dalto, Claudio Rabelo e Renato Corrêa. A canção foi gravada por alguns artistas brasileiros, como o grupo Roupa Nova e a cantora Deborah Blando, em ambas as versões a canção tornou-se trilha sonora de novelas e bastante executada nas rádios de todo o país, com arranjos diferentes. A canção fez parte do terceiro álbum de estúdio do cantor Dalto, "Pessoa", lançado em 1983. Foi lançado um compacto simples com a canção e juntamente com a canção-título do mesmo álbum.

## Versão do Roupa Nova
A versão do grupo Roupa Nova também foi lançada em 1983 pelo grupo carioca e no mesmo ano, entrou na trilha da novela Guerra dos Sexos. A canção foi muito bem executada nas rádios e é um dos maiores êxitos do Roupa Nova.
A canção foi incluída no álbum do grupo de 1983, Roupa Nova. Foi a nona canção mais tocada no ano de 1983 nas rádios do Brasil.
A canção voltaria a ser bastante executada em com o lançamento do álbum ao vivo da banda, RoupaAcústico, lançado em 2004. E novamente foi uma das canções mais executadas no Brasil naquele ano.

### Faixas do compacto simples de 1983
- LADO A: Anjo
- LADO B: A Primeira Vez

## Versão de Deborah Blando
Em 2012 voltou a fazer parte da trilha da novela Guerra dos Sexos em uma regravação da cantora Deborah Blando.
A faixa foi lançada em 2012, em formato de download digital, num EP que vinha junto com a canção In Your Eyes,no iTunes. 
Em 2013 a canção tornou-se a faixa de número nove no álbum de estúdio da cantora :In Your Eyes. 
É a única faixa em português e lenta do álbum, diferente das outras versões, os arranjos dessa versão são de estilo Jazz.

### Faixas do single
1. Anjo - 3:31
2. In Your Eyes (feat. Antonio Eudi) - 3:48